# Lucilio
Cayo Lucilio (Sessa Aurunca, Caserta, 148 o 147 a. C. a. C. - Nápoles 102 o 101 a. C.), escritor romano, considerado el creador de la sátira como género literario.

## Biografía
De orígenes nobles (pertenecía al orden ecuestre), fue uno de los primeros romanos en ir a Grecia para hacerse una cultura filosófica, y seguramente fue el primer hombre de letras de buena familia en llevar una vida de escritor, voluntariamente apartada de la vida pública. Su vida sin embargo estuvo marcada por el encuentro con los Escipiones; fue compañero de Escipión Emiliano en Hispania, en el año 133 a. C., con ocasión de la guerra contra Numancia. Poco después, aún jovencísimo, creó el género de la sátira romana. Ya maduro, el círculo de los Escipiones le protegió. Tomó partido contra las reformas de los Gracos. Prácticamente nada se sabe después de esto.

## Obra
Lucilio escribió 30 libros de Saturae (sátiras), género literario del que según Horacio fue el inventor. De ellos han subsistido solamente 1300 fragmentos, más o menos extensos. Lo recogido basta para saber que fueron ordenadas por criterios métricos. Los libros XXVI-XXX contenían septenarios trocaicos y senarios yámbicos y, hacia el fin, hexámetros dactílicos; los libros I-XXI estaban en hexámetros, quizá su última y definitiva forma; en los libros XXII a XXV prevalece el verso elegíaco y han sido añadidos al corpus póstumo.
Las sátiras de Lucilio se articulan en torno a tres temas principales:
- El autobiográfico (por ejemplo, un viaje a Sicilia donde describe mil menudos incidentes), un banquete en casa del bandido Granio, o el amor por una dama llamada Collyra.
- La polémica política (contra el senador Lupo, considerado el principal responsable de la corrupción de Roma, o contra Tito Albucio y su manía helenizante) y literaria (contra los que cultivan una literatura separada de la realidad, parodiando pasajes de Ennio o de Nevio), o que analizan problemas de gramática y retórica. En estas piezas no desdeña la sátira personal.
- La condena de los vicios humanos (en particular las costumbres degeneradas de la nobleza romana helenizada, contraponiendo el propio ideal estoico de virtud), aunque también puede considerarse otro tipo de polémica, moral y filosófica.

Pese a su condena de algunas costumbres griegas, estaba abierto a su modo a la influencia helénica, en particular a los comediógrafos griegos y a la filosofía estoica neoacadémica. Su ideal era la virtus del Círculo de Escipión. Estilísticamente utiliza los más variados registros lingüísticos y llega hasta el dialectalismo sin desdeñar la oscuridad. Escribe en el lenguaje normal de la calle (sermo cotidianus), alejándose de la típica selección de vocablos poéticos y marcando de esta forma distancias con la poesía épica. Hay términos groseros e incluso obscenos y Lucilio los utiliza con normalidad, si bien su estilo es descuidado y abandonado a la inspiración fácil, aspectos por los que Horacio le criticó. 
- Datos: Q298729